# Bend Over And Pray The Lord
Bend Over And Pray The Lord es el primer álbum que creó la banda Lordi. Contiene 14 inéditas canciones, entre ellas la canción «Get Heavy», ya incluida en el primer álbum que sacó Lordi a la venta, Get Heavy. Por desgracia la discográfica que iba a lanzar el disco quebró, y el álbum nunca fue publicado, hasta ahora. El título de dicho álbum fue creado por Sami Wolking. En principio el álbum iba a ser lanzado en primavera de 2012 en forma de DVD que además contiene el primer concierto de Lordi en Finlandia, en Helsinki, en 2002, pero tras la repentina muerte del batería Otus, se retrasó la publicación del álbum hasta el 3 de septiembre de 2012. El nombre del "pack" que contendrá el álbum y dicho directo es "Scarchives Vol. 1".
A continuación podemos leer algunas declaraciones del vocalista Mr. Lordi sobre este lanzamiento:

"La propuesta no saldrá como un conjunto en una caja. Los objetos que deberían conformar dicha caja, serán lanzados separadamente. La razón para este cambio inesperado de planes, es que todos los itens previstos en la caja han elevado los costes de producción tanto, que la pequeña cantidad limitada de la caja, habría elevado el precio de la misma hasta una cantidad inviable para la mayoría de los fans. Por eso, decidimos que la mejor solución sería dividir el conjunto en partes. Así, el precio de cada lanzamiento no será tan alto y así cada uno decidirá el material que quiere y puede pagar. De esta forma, en cierto modo, el contenido global de lanzamiento llegará a los fans.

La primera parte se lanzada en formato CD/DVD que incluyó el primer disco de inéditas, "Bend Over And Pray The Lord - The Heavy Rock Album" de 1997. En la misma se incluyó el libreto original sin alteraciones, además de una larga historia sobre la composición del disco y una canción extra. La otra parte es un DVD, que incluye el primer concierto de LORDI en Nosturi, Helsinki, en 2002. El concierto fue grabado por varias cámaras, y los fallos y momentos embarazosos han sido editados. El set list incluye, naturalmente, todas las canciones de "Get Heavy". Como extra, hay un vídeo hecho por mí y escenas inéditas".

## Publicación del álbum en 2012
Scarchives Vol. 1, contiene el álbum Bend Over And Pray The Lord, con las canciones originales que fueron creadas en 1999. Además contiene una canción bonus llamada «Hulking Dynamo». El álbum fue producido por T.T. Oksala y masterizado por Mika Jussila.

## Lista de canciones
| Edición Estándar |                                                   |          |  |
| N.º              | Título                                            | Duración |  |
| 1.               | «Playing The Devil (Bend Over and Pray the Lord)» | 4:10     |  |
| 2.               | «Cyberundertaker»                                 | 4:35     |  |
| 3.               | «Steamroller»                                     | 4:42     |  |
| 4.               | «Almost Human (Kiss-cover)»                       | 3:14     |  |
| 5.               | «Idol»                                            | 5:12     |  |
| 6.               | «Paint In Blood»                                  | 3:48     |  |
| 7.               | «Death Suits You Fine»                            | 3:55     |  |
| 8.               | «I Am The Leviathan»                              | 3:26     |  |
| 9.               | «Take Me To Your Leader»                          | 4:25     |  |
| 10.              | «Monstermotorhellmachine»                         | 5:13     |  |
| 11.              | «The Dead Are The Family»                         | 3:35     |  |
| 12.              | «White Lightning Moonshine»                       | 5:07     |  |
| 13.              | «With Love And Sledgehammer»                      | 3:59     |  |
| 1:01:24          |                                                   |          |  |

## Curiosidades
La canción bonus «Studs And Leather" del anterior disco Babez For Breakfast fue creada para este disco en 1999, aunque al final no la incluyeron en el repertorio.

## Créditos
- Mr. Lordi - Vocal, Batería en la canción 1, 3, 8 y 9, Bajista en la canción 4
- Amen - Guitarra eléctrica
- G-Stealer - Bajo
- Enary - Piano, coros
- Magnum - bajista en la canción 15, coros
- Kita - batería en la canción 15
- Samuel Salmela - Guitarrista en la canción 3
- Tuomas Rislakki - Guitarrista en la canción 4
- Tomi Yli-Suvanto - Guitarrista en la canción 7
- Zarsi-man - Guitarrista en las canciones 9 y 10
- Matti Kaarela - Caja de ritmos en las canciones 2, 4, 5, 6, 7, 10, 11, 12, 13 y 14
- Jussi Rovanperä